# Суботица
Суботица (на сръбски: Суботица; на унгарски: Szabadka; на немски: Mariatheresiopel) е град в Северна Сърбия, а автономната област Войводина. Административен център е на Севернобачки окръг.

## География
Суботица е разположена на 10 км южно от границата с Унгария. Това е най-северният сръбски град. В околностите на града е разположено езерото Палич, което е едно от най-хубавите езера в Сърбия, с развита туристическа дейност около брега. На брега на езерото се намира и едноименният град Палич. През града преминава важната железопътна линия от Белград през Нови Сад и Суботица за Будапеща.

## История
В писмени документи градът е споменат за първи път през 1391 година с името Забатка. Други имена на града са – Сент Мария, Мария-Терезиопол, Мария-Терезиащад, Сабадка. Историческите сведения сочат, че Суботица в завладяна по време на османската инвазия в Европа през 1542 година. Едва сто и петдесет години по-късно през 1686 година, османските нашественици са прогонени от тези земи. След оттеглянето им Суботица и прилежащият ѝ в административно отношение район, попадат в под културно-историческото влияние на Хабсбургската империя. Историческият период, известен в световната история като „епохата на дуализма“ (създаването на Австро-Унгария), е времето на икономическия просперитет за Суботица. През 1896 година се появява уличното осветление, а само година по-късно тръгва и първият трамвай, обслужващ линията между Суботица и Палич.
След края на Първата световна война, по силата на мирния Трианонския договор, Суботица заедно с цялата административна област Войводина преминава в ръцете на новосформираното Кралство на сърби, хървати и словенци. Това е времето на голям демографски прираст за града, когато се нарежда на трето място по население след Белград и Загреб (вече в рамките на новото държавно обединение). В разгара на Втората световна война, силите на Оста окупират Кралство Югославия. На 11 април 1941 г. унгарските войски анексират града с мотива, че по-голямата част от жителите му са етнически унгарци, които са били част от Кралство Унгария от над 600 години. По време на регентството на адмирал Миклош Хорти, от Суботица са депортирани над 7000 евреи, въдворени предимно в концетрационния лагер Аушвиц. След края на Втората световна война Суботица е включена в границите на новото държавно обединение СФРЮ.

## Езици
Сръбският език е най-използваният език в ежедневието. Унгарският език също се използва от почти една трета от населението в ежедневните си разговори. И двата езика са широко използвани в търговски и официални знаци.

## Население
Населението на Суботица възлиза на 99 471 жители (2002).
Етнически състав:
- унгарци – 34 983 (34,98%) жители
- сърби – 26 242 (26,24%) жители
- буневци – 10 870 (10,87%) жители
- хървати – 10 424 (10,42%) жители
- югославяни – 6787 (6,78%) жители
- черногорци – 1596 (1,59%) жители
- цигани – 1171 (1,17%) жители
- македонци – 409 (0,40%) жители
- мюсюлмани – 305 (0,30%) жители
- албанци – 204 (0,20%) жители
- германци – 176 (0,17%) жители
- словаци – 146 (0,14%) жители
- русини – 144 (0,14%) жители
- словенци – 126 (0,12%) жители
- бошняци – 91 (0,09%) жители
- руснаци – 60 (0,06%) жители
- горани – 54 (0,05%) жители
- българи – 54 (0,05%) жители
- румънци – 47 (0,04%) жители
- украинци – 35 (0,03%) жители
- чехи – 16 (0,01%) жители
- недекларирали – 131 (0,13%) жители

## Известни личности
Родени в Суботица
- Данило Киш (1935 – 1989), писател
- Петер Леко (р. 1979), шахматист
- Борис Малагурски (р. 1988), режисьор
- Тихомир Огнянов (1927 – 2006), футболист
- Никола Седлак (р. 1983), шахматист
- Никола Сугар (1894 – 1945), психолог

Починали в Суботица
- Ищван Нерш (1924 – 2005), футболист

## Побратимени градове
- Сегед, Унгария
- Дунавска Стреда, Словакия
- Оломоуц, Чехия
- Одорхею Секуйеск, Румъния